# Singara
Singara divenne un'importante fortezza legionaria fin dalle campagne partiche di Settimio Severo, sede della legio I Parthica.

## Storia
L'antico centro fu occupato dalle armate romane per la prima volta nel corso delle campagne partiche di Traiano negli anni 115-116. In seguito la città di Singara divenne importante sede di una fortezza legionaria a partire dalle campagne partiche di Settimio Severo del 197-198. Qui nel 232, sembra passò l'Imperatore romano Alessandro Severo nel corso delle sue campagne contro i Sasanidi. Nel 241 fu conquistata dai Sasanidi di Sapore I, ma venne poi riconquistata dall'imperatore romano Gordiano III (243). Nel 348 fu luogo della battaglia di Singara che vide la vittoria dell'esercito romano dell'imperatore Costanzo II su quello sasanide del re Sapore II; lo stesso re, però, la conquistò nel 360.